# Citadel van Alessandria

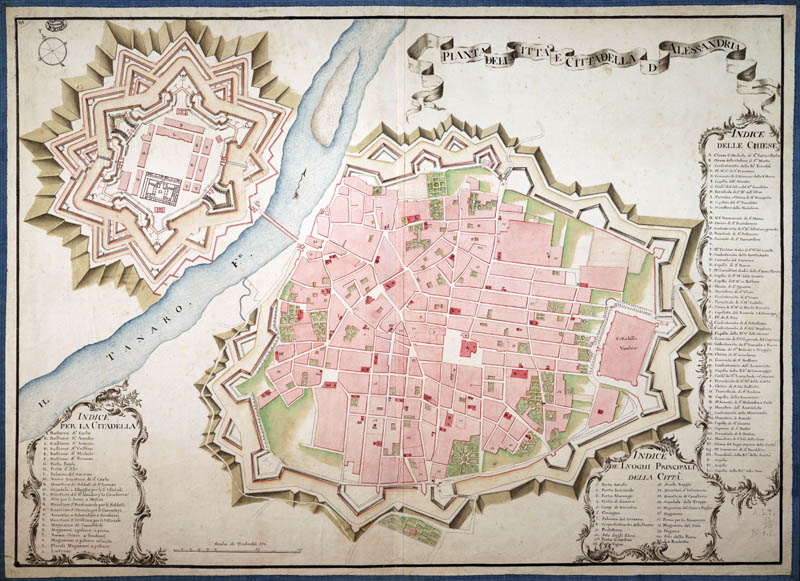
De citadel van Alessandria

De Citadel van Alessandria (Piëmontees: Sitadela ëd Lissändria) is een 18e-eeuwse citadel in de stad Alessandria in de Italiaanse regio Piëmont.

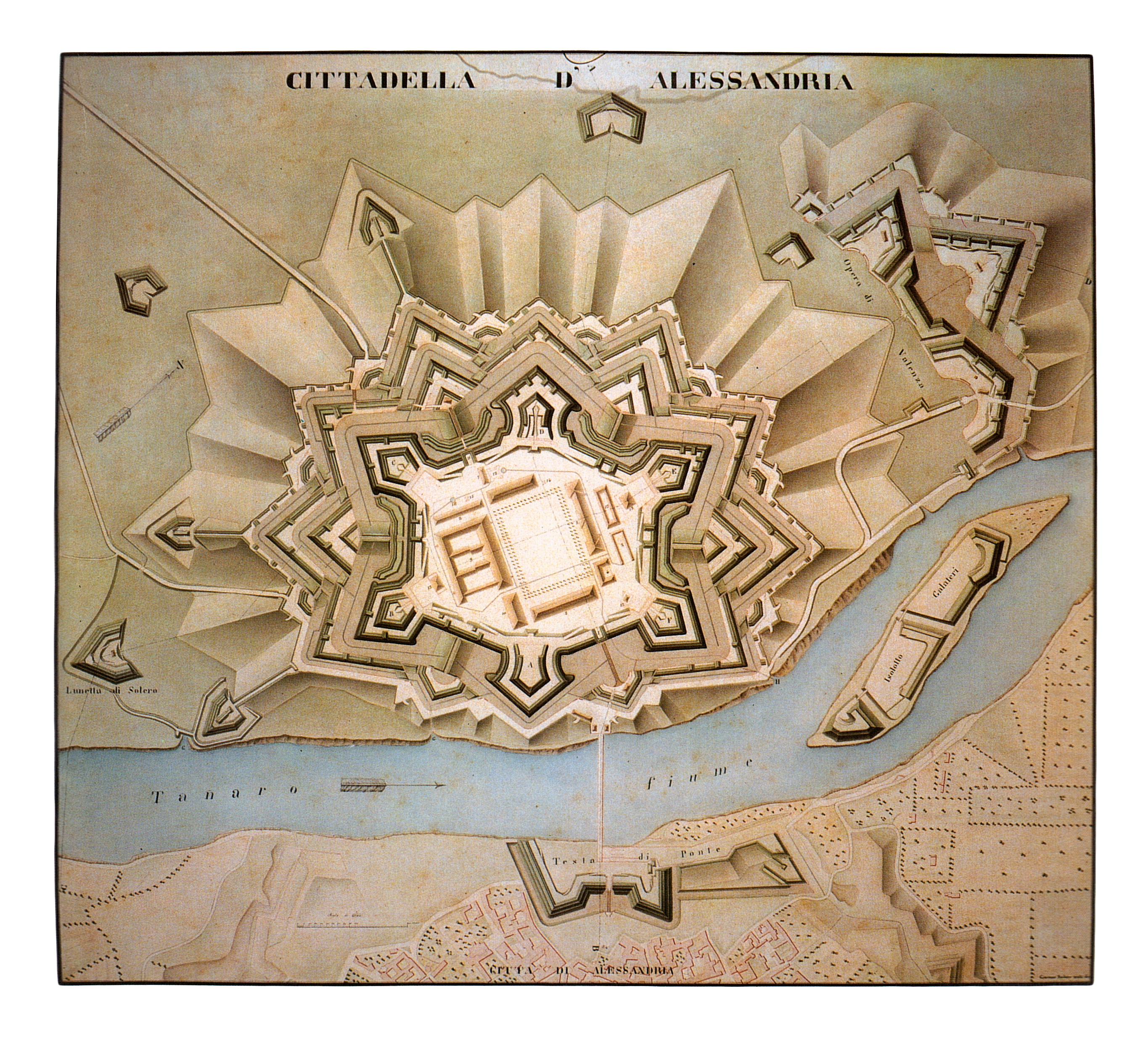
De citadel in 1846.

De bouw van de citadel begon in 1732, in opdracht van de koning Karel Emanuel III van Sardinië, naar ontwerp van ingenieur Ignazio Bertola. In 1745 was het fort vrijwel compleet.
Het fort strekt zich uit over 74 hectare en heeft een zeshoekige vorm met zes bastions. De citadel is in goede staat bewaard gebleven.

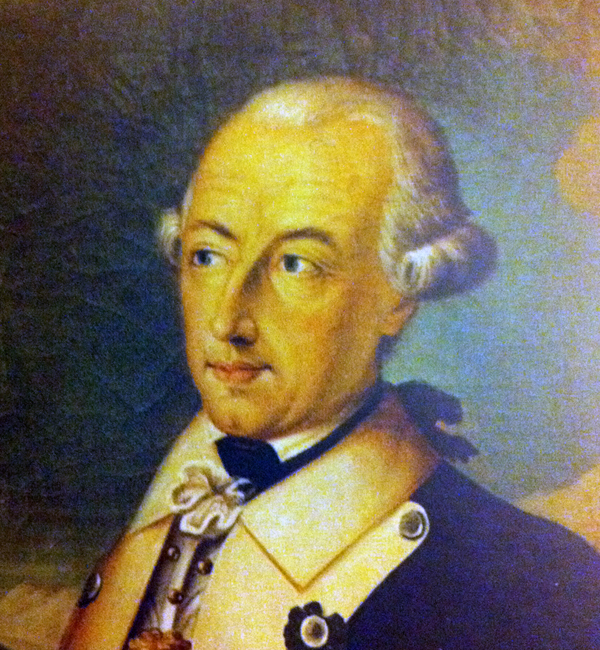
De ingenieur Ignazio Bertola